# Rybák královský
Rybák královský (Thalasseus maximus) je velký druh rybáka ze skupiny chocholatých rybáků rodu Thalasseus.

## Popis

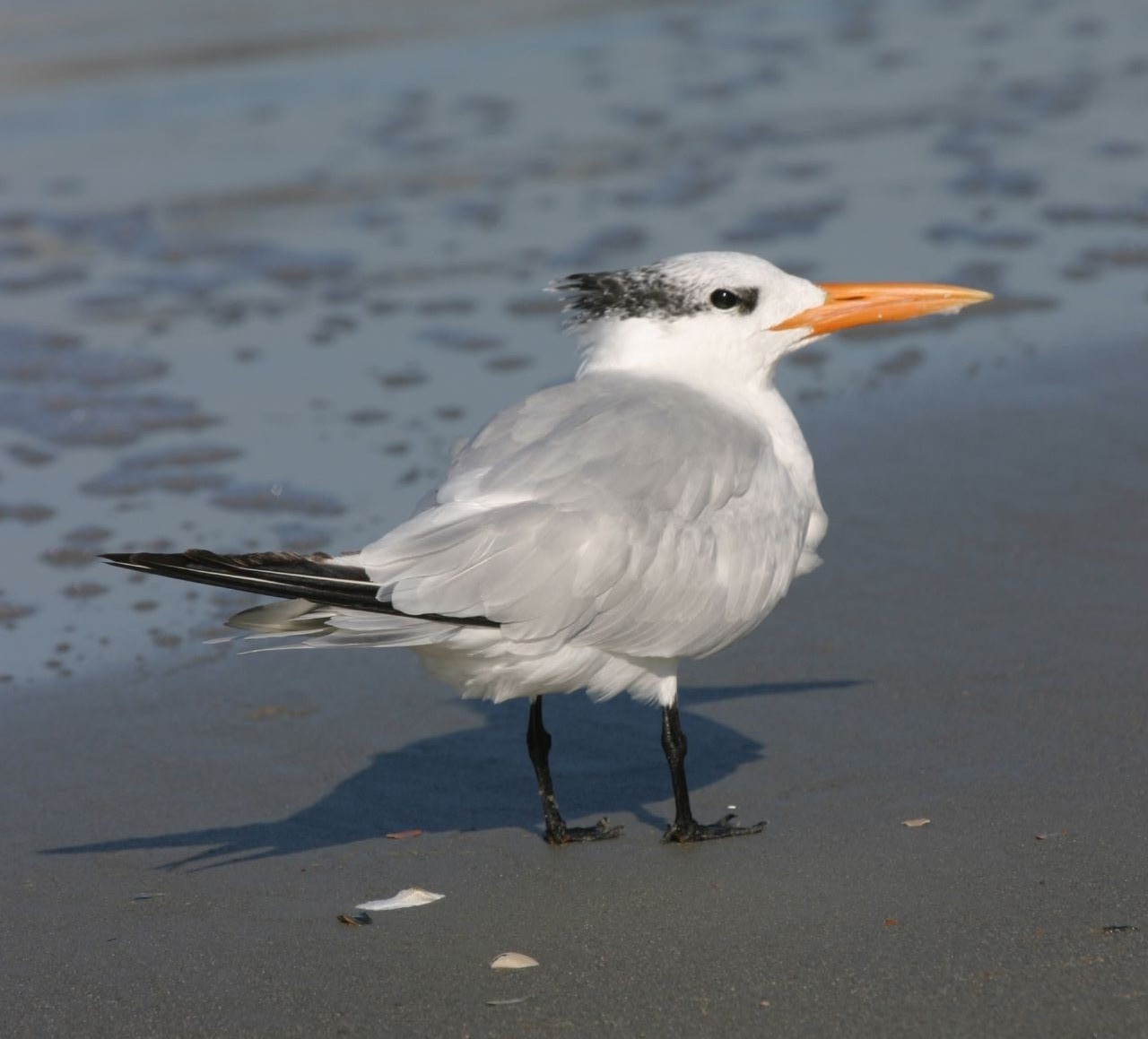
Pták v prostém (zimním) šatu

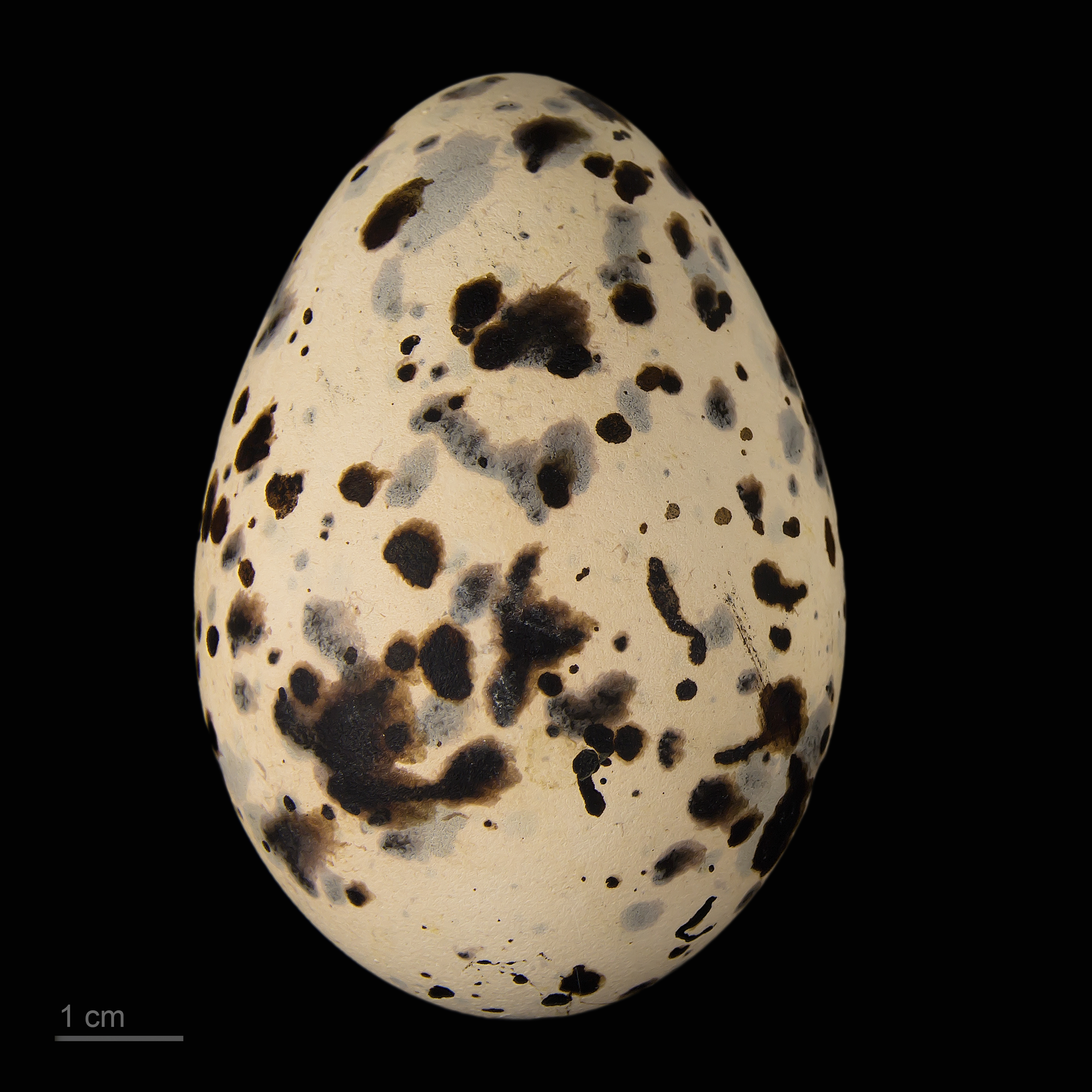
Thalasseus maximus albididorsalis

Rybák královský je zbarvený jako typičtí rybáci – tělo je bílé, hřbet a svrchní strana křídel světle šedá, na hlavě je černá čepička. Podobně jako u dalších chocholatých rybáků jsou pera čepičky prodloužená, takže tvoří krátkou chocholku. Vnitřní ruční letky jsou světlé, vnější černavé, ocas je bílý. Nohy jsou černé, zobák mohutný, oranžový až žlutavý. V prostém šatu (v zimě) mají bílé čelo a temeno, čepička je zachovaná jen v týle. Na rozdíl od podobného rybáka velkozobého se bílé čelo objevuje už u ptáků sedících na vejcích. Mladí ptáci mají tmavé středy per hřbetu, tmavošedé malé křídelní krovky (tvoří tmavší pásku na předním okraji křídla) a šedý ocas.

## Rozšíření
Nominátní poddruh T. m. maxima hnízdí v Severní Americe, a to na pobřeží Tichého oceánu od Kalifornie po Mexiko, na pobřeží Atlantského oceánu od Virginie po Venezuelu. Zčásti tažný druh, zimuje od hnízdišť na jih po Peru a Argentinu.
V polovině 20. století byla objevena populace tohoto druhu na pobřeží Afriky; tito ptáci byli zařazeni do poddruhu T. m. albidorsalis. Hnízdí především v Mauretánii, další kolonie byly objeveny v Senegalu a Gambii. V době mimo hnízdění se rozptylují po pobřeží Afriky na sever po Maroko a na jih po Namibii, pozorován byl také v Súdánu.

### Výskyt v Evropě
Ptáci pravděpodobně afrického původu byli pozorováni na Gibraltaru (11× do roku 2006), ve Španělsku (15× do roku 2005, naposledy v srpnu 2007), Portugalsku, Velké Británii (srpen 1999 Skotsko), Irsku a Norsku.